# 王子様☆ゲーム
『王子様☆ゲーム』（おうじさまゲーム）は、高城リョウによる日本のBL漫画作品。2004年9月1日に角川グループパブリッシングより発行。

## キャラクター
キャスト・（ドラマCD）
朱牙（声：高城元気 / 少年時代：河原木志穂）
倣龍（声・三木眞一郎）
青蘭（声：杉田智和）
龍苑（声：成田剣）
麗（声：鳥海浩輔）
雷（声：檜山修之）
華月（声：下野紘）
迅（声：関口英司）
李蓮（声：平川大輔）
朱雀（声：増谷康紀）
側室：遠藤綾
殺し屋：風間秀郎
医師：武藤正史
白虎：鈴木貴征
仕立て屋：田島裕也

## 初出一覧
- 王子様vs奴隸（「CIEL」2003年2月号增刊「Très Très」冬の号掲載）
- 王子様vs暗殺者（「CIEL」2003年10月号增刊「Très Très」夏の号掲載）
- 王子右腕vs王子左腕（「CIEL」2004年1月号增刊「Très Très」冬の号掲載）
- 傭兵vs王子様(vs四銃士!?)（「CIEL」2004年6月号增刊「Très Très」春の号掲載）
- スクランブル☆対決(?) 4コマ描きおろし
- あとがき 描きおろし

## ドラマCD
- 王子様☆ゲーム

ムービックより2005年6月24日に発売。